# Lecanora sphaerospora
Lecanora sphaerospora är en lavart som beskrevs av Müll. Arg. Lecanora sphaerospora ingår i släktet Lecanora och familjen Lecanoraceae.   Inga underarter finns listade i Catalogue of Life.